# SS Ohio
SS «Огайо» (англ. SS Ohio) — американський танкер, побудований компанією Texas Oil Company на верфі Sun Shipbuilding Yard у Честері, Пенсільванія. 20 квітня 1940 року був спущений на воду, активно залучався до воєнних дій за часів Другої світової війни. Прославився у ході проведення мальтійських конвоїв; зокрема зіграв фундаментально важливу роль в операції «П'єдестал», одній з найзапекліших битв з доставляння паливно-мастильних матеріалів та палива на обложену Мальту в серпні 1942 року. Попри тому, що серйозно пошкоджений танкер дістався порту призначення у Великій гавані Валлетти, його стан був настільки жахливим, до того ж він переломився навпіл, тому судно не підлягало подальшої експлуатації й залишилось у напівзатопленому стані перед бухтою столиці.

## Зміст
Танкер «Огайо» будувався американською компанією у надзвичайно короткий термін — за 7,5 місяців — та мав 9 264 реєстрових тонн водотоннажності та спроможності перевозити 170 000 барелів мазуту (27 000 м3), більше ніж будь-який танкер побудований на той час у світі.